# تاي جوتسو
التاي جتسو أحد مدارس الفنون القتالية اسم مطلق لعدة مدارس تنتهج منهج الجوجتسو اليابانية التقليدية بأسلوب مختلف من مدرسة إلى أخرى تقريبا ومن اشهرها في الفترة الحالية مدرسة الفوجي ريو «تاي جتسو» للغراند ماستر السوكي كوشيرو تاناكا من قرية دايتاباشي في طوكيو باليابان. يعرف السوكي كوشيرو تاناكا التي ترجع أصوله للساموراي كآخر جيل لهذه المدرسة والتي تعتبر قد ولدت من إحدى مدارس الآيكي جوجيتسو ومتأثرة بواقعية اللكم أيضا لذا فإن أسلوب الضرب مميز بها أكثر من قريناتها من مدارس الجوجيتسو اليابانية التقليدية الأخرى.
تتميز «التاي جتسو» بصبغة تكنيكاتها وحركاتها العسكرية الفعالة، كما أنها تتميز بثلة من المعلمين المميزين الذين تخرجوا على يد السوكي غراند ماستر كوشيرو تاناكا. كما أنها تضم أول شخص عربي على مستوى العالم الذي حصل على منهجها باللفافة الخاصة بالمدرسة موقعة ومختومة من مجموعة من علمائها القدماء وهو الأستاذ الكويتي أحمد الهولي أحد أعمدة فنون الجوجيتسو في العالم العربي .[بحاجة لمصدر]
تحتوي مجموعة الفوجي ريو تاي جتسو على فن القتال الأعزل والقتال بالسكين «تاتنو» والقتال بالعصا «تانبو» بالإضافة لدفاعاتها، كما أنها تحتوي على فن السيف الياباني «كاتانا» وفن السيف القصير «واكازاشي» بالإضافة للعصا الطويلة «بو» والقصيرة «جو». يتميز الغراند ماستر بخبرته العريقة في القتال الأعزل.

## تاى جوتسو كاي
تاى جوتسو كاي (باليابانية: 体術会) هي فرع من جو-جيتسو مطورة للقتال المفتوح والقتال الرياضي، وقد اعتمدت رسميا من الجراند ماستر فومون تاناكا من الجيل التاسع عشر.
هي ليست الجوجوتسو الأصلية القديمة التاي جيتسو، بل هي جو-جيتسو حديثة أطلق عليها هذا الاسم الجراند ماستر فومون تاناكا لتلميذه الدوشو روس آينوكارو حين أفتتح مدرسته في قلب إنجلترا عام 1979 م وكلمة تاي جيتسو هي كلمة عامة وتعني فن الجسم. وروس آينوكارو معلم معتمد للمدرسة التقليدية الكلاسيكية الأصلية التي ينحدر منها آخر ماستر من الجيل التاسع عشر فومون تاناكا.
وقام الدوشو روس بافتتاح جو-جيتسو مطورة التاي جيتسو كاي الحديثة كفرع معتمد من الأصلية بمباركة الجراند ماستر تاناكا.
وقد قام بتطوير هذه المدرسة كل من: الماستر (كارلي غريسي (جيو-جيتسو البرازيلية)، الماستر ماركو رواس (فاليتودو)، روس آينوكارو (الجو-جيتسو اليابانية الحربية القديمة.فهي فكرة دمج التكنيكات الكلاسيكية الحربية القديمة مع التكتيكات الحديثة المطورة التي تستخدم حاليا في القتال المفتوح أو الرياضي، لذا فقد أصبحت الجيو-جيتسو اليوم مطورة وشرسة في القتال الأعزل أكثر من السابق.
وظل الآن الماستر أو الدوشو روس يعلم الأسلوبين: أسلوب الجو-جيتسو التقليدية الحربية القديمة الأصلية التي لها جذور وتسلسل، وأسلوب الجو-جيتسو المطوره التاي جتسو كاي) التي طورها مع الأعضاء المذكورين).

### أسلوب التطوير في القتال المفتوح (No-Hold) أو (Vale Tudo)
استخدام أسلوب اللكم والركل والضرب بالأطراف كالكوع والركبة والجبهة وباطن الكف وظاهره وسيف اليد والأصابع بالإضافة إلى الاشتباكات التي تعتمد على كسر مفاصل الجسم أو لييها وأوضاع الخنق والمصارعة بالأرض مع الرمي بأنواعه. يشرف على هذا الأسلوب مجلس الـ Grapple&Strike التابع للاتحاد الدولي للجو-جيتسو.

### أسلوب التطوير الرياضي (Grappling)
المصارعة الأرضية فقط دون الضرب واحتساب نقاط الأوضاع في القتال الأرضي وانتهاء المباريات بالاستسلام سواء بلي مفصل أو خنق الخصم بأي طريقة، وهذا الأسلوب يستخدم به البدلة القتالية أو بدون بدلة.

### أسلوب التطوير النصف رياضي (Ju-Jutsu Kumite)
اللكم والركل مع استخدام الكنترول واحتساب النقاط على الضرب أولا بأول، بالإضافة للمصارعة والرمي من فوق. يشرف على أسلوبي التطوير الرياضي والتطوير النصف رياضي مجلس الـ Ju-Jutsu Kumite التابع للاتحاد الدولي للجو-جيتسو.

### الأسلوب الحربي القديم (Classical Ju-Jutsu)
هي الفنون القتالية التقليدية أو القديمة أو التي تسمى بالياباني الـ Kobudo وهو يتألف من عدة أساليب قتالية الـ ryugi والمدارس الـ ryuha التي تدرس في عهد الساموراي والتي لا زالت موجودة وتعلم الناس اليوم.
هذا الأسلوب يشرف عليه اتحاد فرعي تحت مظلة الاتحاد الدولي للجو-جيتسو وهو الـ International Ko-Budo Alliance الذي يهتم بتوصيل علوم وتدريبات الفنون القتالية التقليدية الحربية القديمة والأسلحة من منبعها الأصلي وطريقتها الأصيلة في التدريب الغير متواجد في أي مدرسة جو-جيتسو بالعالم حاليا.وهي تتبع خطى ابرستيج مدارس الـ Kubodo في اليابان.
يستطيع جميع الأعضاء دراسة فنون الساماوراي القتالية والتي يتخللها الـKenjutsu والـIaijutsu (مهارات القتال بالسيف) والـBojutsu (العصا القتالية الطويلة) والـ Hanbojutsu (العصا القتالية القصيرة) وتلقي المفاهيم العميقة في حياة البوشيدو والثقافة اليابانية.
يقوم بطرح الدورات التطويرية والتدريبية العلمية لهذا الأسلوب الرائع الموجهان العالمييان الجراند ماستر سوكي فومون تاناكا (خبير في جميع الفنون القتالية اليابانية والتي تعرف بالـ Kubodo) والذي لديه أعظم تلاميذ في فنون الآيي جتسو والكينجيتسو على مستوى العالم أجمع. والماستر سورج مول من البلجيك المبدع في تأليف كتاب Classical Fighting Arts وهو المستشار الفني لهذا الاتحاد الفرعي للجوجتسو الكلاسيكية والكوبودو، وهو يعتبر أول شخص غير ياباني يمنح درجة ورتبة مينكيو كايدن في مختلف الأساليب الكلاسيكية.

## وصلات خارجية
- موقع الفوجي ريو «تاي جتسو» – باللغة اليابانية حاليا
- موقع الاتحاد الدولي للجو-جيتسو